# Quemil Yambay
Quemil Yambay (Santa Elena, Cordillera, 10 de marzo de 1938) es un músico, cantante, compositor e imitador paraguayo. Desarrolló una carrera artística de más de 50 años, y es reconocido por su estilo único en el escenario, donde combina la imitación de sonidos de animales de diversas especies, sus anecdótas, chistes en guaraní y relatos históricos, con su habilidad para cantar. En 2017, decidió retirarse de los escenarios.

## Biografía

### Vida personal
Nació el 10 de marzo de 1938 en un remoto lugar situado entre las orillas de Cordillera, Paraguay, llamado Tupaorã, perteneciente a la jurisdicción de Caraguatay.
Quemil es el cuarto hijo de un total de diez hermanos, nacido de la unión entre Marina de la Paz Rodríguez, de nacionalidad paraguaya, y Jalil Yambay, quien era de origen libanés. Estudió hasta el cuarto grado y debido a las condiciones económicas desfavorables de su familia, se vio obligado a abandonar la escuela.
Formó pareja con dos mujeres de nombre «Lidia». La primera vez fue con Lidia Mariana —la musa de una de sus canciones más famosas— a mediados de la década de los 60 y con quien tuvo una hija llamada Carmiña. Posteriormente, se casó con Lidia Alvarenga y tuvo dos hijos varones, Ulises y Chahian, y dos hijas: Amiri e Hilda.

### Trayectoria

#### Primeros años
Desde una edad temprana, Yambay logró captar la atención de sus compañeros de escuela al imitar a los animales que habitaban en la granja de su madre y en los bosques cercanos, además de mostrar su talento musical al cantar y tocar la guitarra en su pueblo natal.
A los 21 años, dio inicio a su carrera profesional en las regiones de Alto Paraná y la capital de su país, Asunción. Durante este período, recibió el respaldo y apoyo de reconocidos artistas paraguayos de la época, como el dúo Peña-González, el dúo Quintana-Escalante y Aníbal Lovera.
En el año 1959, Yambay emprendió su primera gira junto a su amigo Eulalio Iglesias, quien era el autor del tema Vapor Cué. Durante esta gira, se unieron al proyecto los dos hijos pequeños de Eulalio Iglesias, Francisco y Marcos Iglesias.
Las primeras canciones que le brindaron éxito frente al público fueron Ko'ápe che avy'ave y Pyhare amangýpe, ambas compuestas por Emiliano R. Fernández. A través de estas canciones, Yambay comenzó a destacarse por su habilidad excepcional para imitar animales.

#### Los Alfonsinos
En 1960, Yambay formó un dúo musical con Pablo Barrios. Al año siguiente, en 1961, fundó el conjunto conocido como Los Alfonsinos. Este grupo estaba compuesto por Gregorio Martínez y Cirilo Ortega, originarios de Alfonso Loma, y Pablo Barrios y Francisco Martínez, provenientes de Alfonso Central. Yambay mismo era de Alfonso Tranquera, localidad donde pasó su infancia, y de ahí proviene el nombre del conjunto. Los Alfonsinos se consideran el grupo más representativo del estilo musical conocido como Purahéi Jahe'o.
Durante varios años, Yambay fue el líder del conjunto musical, Los Alfonsinos, actuando aproximadamente unas 200 veces al año y grabando más de 30 discos de polka y guarania. Su música fue muy exitosa y logró obtener dos Discos de Oro en reconocimiento a las altas ventas de sus grabaciones, en los años 1978 y 1992.
Con el paso del tiempo, Yambay se destacó aún más como imitador, llegando a reproducir los sonidos de hasta 100 animales diferentes. Esta habilidad se convirtió en uno de los atractivos adicionales de sus actuaciones, cautivando al público con su talento para imitar una amplia variedad de especies animales.

#### Salto a la fama
Según las declaraciones de Yambay y la percepción de algunos medios nacionales, se considera que canciones como Mokõi Guyra'i, Lidia Mariana (1970), Yo encontré una flor y Areko cuatro kuña fueron algunos de los mayores éxitos que lo catapultaron a la fama. 

«Son todas experiencias que viví, porque yo siempre presté atención a lo que decía Emiliano R. Fernández: “el poeta escribe lo que siente”»
Quemil Yambay

Sus canciones fueron utilizadas en campañas proselitistas por diversos candidatos presidenciales, e. g., Andrés Rodríguez Pedotti, Juan Carlos Wasmosy, Lino Oviedo, Federico Franco, Blanca Ovelar y Horacio Cartes, entre otros.

#### Imitaciones
«Cuando yo tenía ocho años, José Melgarejo me alzó al escenario y dijo: "Acuérdense de mí, este mitã'i (niño) va a recorrer el mundo actuando en los mejores escenarios" [...] Mis compañeritos lagrimearon ese día.»
Yambay en entrevista.

Desde una temprana edad, Yambay comenzó a desarrollar su pasión por la imitación de diversas especies animales. A la edad de ocho años, tuvo su primera actuación en un escenario, donde realizó imitaciones de perros y animales de la granja y la selva que conocía en ese momento. En una entrevista con el periódico Crónica, Yambay comentó que sus compañeros de clase se emocionaron y hasta lagrimearon al ver cómo él podía imitar a otros.
Descubrió su talento para imitar sonidos mientras crecía en el campo. Observaba su entorno y comenzó a reproducir los sonidos de animales que escuchaba.
Yambay posee la capacidad de replicar una amplia variedad de sonidos, especialmente los de aves campestres, aunque también es capaz de imitar los sonidos de un pato, ganso, loro, cerdo, pavo, perros de diferentes razas y gatos con distintos tipos de maullidos, entre otros. Estas habilidades de imitación se atribuyen principalmente a las experiencias que vivió durante su infancia en la granja de su madre, quien era amante de los animales y cuidaba a más de una decena de perros, gatos, patos, cerdos, gallinas y otros animales, tanto domésticos como silvestres.
Yambay también exhibe habilidades para emular la voz de su mamá en el idioma guaraní, y durante sus presentaciones, relata, imitando su voz, las anécdotas y experiencias vividas por ella.

#### Últimos años y retiro
La XIII edición del Festival Nacional del Chipá que combina arte, tradición y cultura, realizado en agosto de 2013, fue en homenaje a Quemil Yambay.
Debutó en Nueva York en mayo de 2016, con un concierto que celebró la Independencia de Paraguay. El evento se realizó en dos lugares: el 14 de mayo en el John Bowne High School en Queens y el 15 de mayo en el Café Imperial en Nueva Jersey.
El 22 de octubre de 2017, Yambay participó en el programa El saber va contigo transmitido por el canal Trece, donde anunció su retiro. El 28 de octubre del mismo año, a los 79 años de edad y después de casi seis décadas de carrera, Yambay decidió poner fin a su trayectoria artística. El evento de su despedida, titulado «El Último Sapukái», tuvo lugar en el Estadio Bicentenario de la ciudad de Ypacaraí.

## Discografía
- Los Alfonsinos – Director: Quemil Yambay, Dúo: Barrios–Yambay (1964, Discos Cerro Corá)
- Conjunto Espectáculo “Los Alfonsinos” (1964, Discos Cerro Corá)
- Quemil Yambay, el Imitador de las Selvas Guaraníes, y su conjunto «Los Alfonsinos» – Cantan: Godoy–Yambay (1967, Discos Cerro Corá)
- Quemil Yambay y su conjunto: Los Alfonsinos (1970, Discos Cerro Corá)
- Dúo: Barrios-Yambay y Los Alfonsinos – “Che mbaraka oñemyrõ (1970, Discos Cerro Corá)
- Quemil Yambay y su conjunto: Los Alfonsinos – cantan: Godoy~Yambay (1970, Discos Cerro Corá)
- Quemil Yambay y su gran conjunto: Los Alfonsinos – cantan: Godoy~Yambay (1971, Discos Cerro Corá)
- Quemil Yambay y su conjunto Los Alfonsinos – cantan: Godoy–Yambay (1972, Discos Cerro Corá)
- Barrios~Yambay con los incomparables: Alfonsinos..! El Dúo Más Querido del Paraguay..!  (1973, Discos Cerro Corá)
- Serpentina de Éxitos por: Quemil Yambay y su conjunto Los Alfonsinos – cantan: Godoy~Yambay (1974, Discos Cerro Corá)
- El reencuentro triunfal del: Dúo: Barrios–Yambay y Los Alfonsinos (1975, Discos Cerro Corá)
- Dúo: Barrios Yambay y Los Alfonsinos (1977, Discos Cerro Corá)
- Che Mbotavy Raka'e - Dúo: Barrios–Yambay (1979, Discos Cerro Corá)
- Gool Paraguayo – Quemil Yambay y su conjunto Los Alfonsinos (1980, Discos Cerro Corá)
- 'Quemil Yambay y su conjunto Los Alfonsinos – Dúo: Barrios–Yambay (1984, Discos Cerro Corá)
- Quemil Yambay y su conjunto Los Alfonsinos – Dúo: Godoy–Yambay (1985, Discos Cerro Corá)
- Quemil Yambay y su conjunto Los Alfonsinos – Cantan: Godoy–Yambay (1987, Discos Cerro Corá)
- Lorito Oga – Quemil Yambay y su conjunto Los Alfonsinos / Cantan: Godoy–Yambay (1988, Discos Cerro Corá)
- 3 de Febrero pe guare” – Quemil Yambay y su conjunto Los Alfonsinos / Dúo: Godoy–Yambay (1989, Discos Cerro Corá)
- Mba'erã la Ñamendase – Quemil Yambay, Los Alfonsinos (1992, Discos Cerro Corá)
- Farra'ihápe Guare – Quemil Yambay y los Alfonsinos (1994, Discos Cerro Corá)
- Ajupíta de Presidente – Quemil Yambay • Los Alfonsinos (1994, Discos Cerro Corá)
- La Ajupírõ de Presidente – Quemil Yambay y su conjunto “Los Alfonsinos” (1995, Discos Cerro Corá)
- Quemil Yambay (con Chahián y Ulises Yambay) (1996, Discos Cerro Corá)
- Quemil Yambay - Los Alfonsinos (1997, Discos Cerro Corá)
- Iguãinguîngue iselósa • Quemil Yambay – “Los Alfonsinos” (1998, Discos Cerro Corá)
- Quemil Yambay y “Los Alfonsinos” – Entre Polcas y Chamamé (1998, ARP Audio Stereo Digital)
- 20 Grandes Éxitos – Quemil Yambay y su conjunto Los Alfonsinos “Nueva Versión” (2003, ARP Audio Stereo Digital)
- Che pore'ỹme reho – Quemil Yambay y Los Alfonsinos (2004, ARP Audio Stereo Digital)
- Quemil Yambay y Los Alfonsinos - Añetéiko la che rayhu (2006, The Song Producciones Discográficas)
- Quemil Yambay - 50 Años de trayectoria con el Folklore (2010, The Song Producciones Discográficas)
- Lo Mejor de Quemil Yambay / Los Alfonsinos (2010, Sapukái Musical Pyahu)
- Kokueréro Purahéi - Quemil Yambay y Los Alfonsinos (2019, Sapukái Musical Pyahu).

## Ceguera
«Yo ya tenía problemas de la visión desde pequeño. No podía mirar hacia arriba, ya que me molestaba demasiado, pero igual jugaba bien. Yo sentía que no me molestaba para jugar, pero había sido tenía la vista corta, tenía miopía. Me acuerdo bien cuando me llevaron junto al doctor Honorio Campuzano, me inspeccionó todo y me dijo: "lastimosamente, mi hijo, no vas a poder jugar al fútbol". Ahí tomé la decisión de volcarme de lleno a la música.»
—Yambay, en entrevista para el diario Crónica.

En sus inicios, además de componer canciones e imitar, Yambay también se dedicaba al fútbol como jugador amateur y soñaba con convertirse en futbolista profesional. Incluso, a los 17 años, decidió probar suerte en las filas del club Cerro Porteño, a pesar de tener problemas de visión desde una edad temprana. Sin embargo, debido a su condición médica, los doctores le impidieron unirse al club tras realizarle un examen médico. A raíz de esta situación, decidió enfocarse completamente en el mundo de la música.
En 1984, según sus propias palabras, Yambay perdió por completo la capacidad de la vista, quedando ciego.

## En la cultura popular
En la cultura popular paraguaya, Quemil Yambay es considerado un referente, no solo por su música, sino también por su contribución a la preservación de la identidad musical del país. Sus composiciones han sido interpretadas por numerosos artistas paraguayos y su obra sigue siendo una fuente de inspiración para nuevas generaciones de músicos. El periódico paraguayo La Nación lo considera un «legendario artista» y «gran ícono de la música de la paraguaya».

## Reconocimientos
- Primer ganador del Ñandutí de Oro (1994); [1]
- Condecorado "Ciudadano Ilustre" por la Municipalidad de Fernando de la Mora (2000);
- Condecorado  "Artista y Ciudadano Ilustre" por la Gobernación del Departamento Central (2003);[1]
- Condecorado "Patrimonio Humano Vivo" por la Unesco (2007);
- Homenaje en vida con la denominación de “Tesoros Humanos Vivos” (2007);[19]
- Condecorado con la Orden Nacional del Mérito en el grado “Gran Cruz” (2009);[20]
- Condecorado "Ciudadano Ilustre" por la Municipalidad de Guarambaré (2009);
- Premio Nacional de Música en la categoría popular vernácula (2013);[21]
- Condecorado Orden Nacional del Mérito en el grado "Comuneros" por la Cámara de Diputados de Paraguay (2015);[22]
- Condecorado "Hijo Ilustre de la Cordillera";[1]
- Condecorado "Hijo Dilecto de Asunción" por el Senado de Paraguay;[1]
- Nombrado "Reliquia Viviente de la Cultura Nacional" por el Senado de Paraguay (2017);

## Legado artístico
Su legado perdura a través de sus hijos, Ulises y Chahian Yambay, quienes también son cantantes. Chahian, en particular, estuvo acompañándolo en los escenarios desde los 5 años de edad, y continuó haciéndolo hasta el final de la carrera de Yambay.